# La Encina (stacja kolejowa)
La Encina (hiszp. Estación de La Encina) – stacja kolejowa w miejscowości La Encina, w prowincji Albacete, we wspólnocie autonomicznej Walencja, w Hiszpanii.
Jest obsługiwana przez pociągi Media Distancia przewoźnika Renfe.

## Położenie stacji
Znajduje się na linii kolejowej Madryt – Walencja w km 376,4, na wysokości 712 m n.p.m.. Jest też stacją początkową dla linii do Alicante.

## Historia
Tłem przybycia kolei do Almansy były plany połączenia Madrytu z Alicante, biorąc za punkt wyjścia linii Madryt-Aranjuez i jej przedłużenie do Albacete poprzez Alcázar de San Juan przez Compañía del Camino de Hierro de Madrid a Aranjuez. W 1941 roku, w wyniku nacjonalizacji kolei w Hiszpanii, stała się częścią nowo utworzonego RENFE.
Od 31 grudnia 2004 Renfe Operadora zarządza liniami kolejowymi, podczas gdy Adif jest właścicielem obiektów kolejowych.

## Linie kolejowe
- Madryt – Walencja
- La Encina – Alicante